# Huaylas (Peru)
Huaylas ist eine Kleinstadt in der Provinz Huaylas in der Region Ancash in einem Seitental des Callejón de Huaylas in der Westkordillere im nordwestlichen Peru. Huaylas ist Verwaltungssitz des gleichnamigen Distrikts.

## Lage
Huaylas liegt an der Quebrada Huaylas, einem kleinen Nebenfluss des Río Santa, der bei Huallanca (1820 m über dem Meeresspiegel) in das als Callejón de Huaylas bezeichnete Santa-Tal einmündet. Huaylas liegt auf einer Höhe von 2.720 m über dem Meeresspiegel an den südöstlichen Hängen der Cordillera Negra oberhalb des Cañón del Pato (Entenschlucht).

## Bevölkerung
Die Bevölkerungszahl stieg von 2.069 Einwohnern in 392 Wohngebäude (Zählung 1993) auf 3.845 Einwohner (Berechnung 2005), vorwiegend Quechua-sprechende Indios, die an den Hängen um die Kleinstadt herum Landwirtschaft betreiben.
| Alter       | Einwohner |
| Gesamt      | 2.069 E.  |
| 0–4 Jahre   | 8,0 %     |
| 5–9 Jahre   | 8,5 %     |
| 10–14 Jahre | 9,0 %     |
| 15–19 Jahre | 7,9 %     |

| Alter       | Einwohner |
| 20–24 Jahre | 9,2 %     |
| 25–29 Jahre | 9,8 %     |
| 30–34 Jahre | 6,6 %     |
| 35–39 Jahre | 4,9 %     |
| 40–44 Jahre | 5,6 %     |

| Alter       | Einwohner |
| 45–49 Jahre | 5,1 %     |
| 50–54 Jahre | 4,5 %     |
| 55–59 Jahre | 4,6 %     |
| 60–64 Jahre | 4,1 %     |
| 65+ Jahre   | 10,4 %    |

Koordinaten: 8° 52′ S, 77° 54′ W